# ألمدودلر
ألمدودلر هو ماركة مشروب غازي من النمسا ويتعبره البعض المشروب الوطني للنمسا  وهو ثاني أعلى مشروب مبيعاً في النمسا بعد كوكا كولا حيث يباع منها 80 مليون لتر سنوياً.